# Lixophaga discalis
Lixophaga discalis là một loài ruồi trong họ Tachinidae.